# Historischer Ladekran (Frankfurt-Höchst)

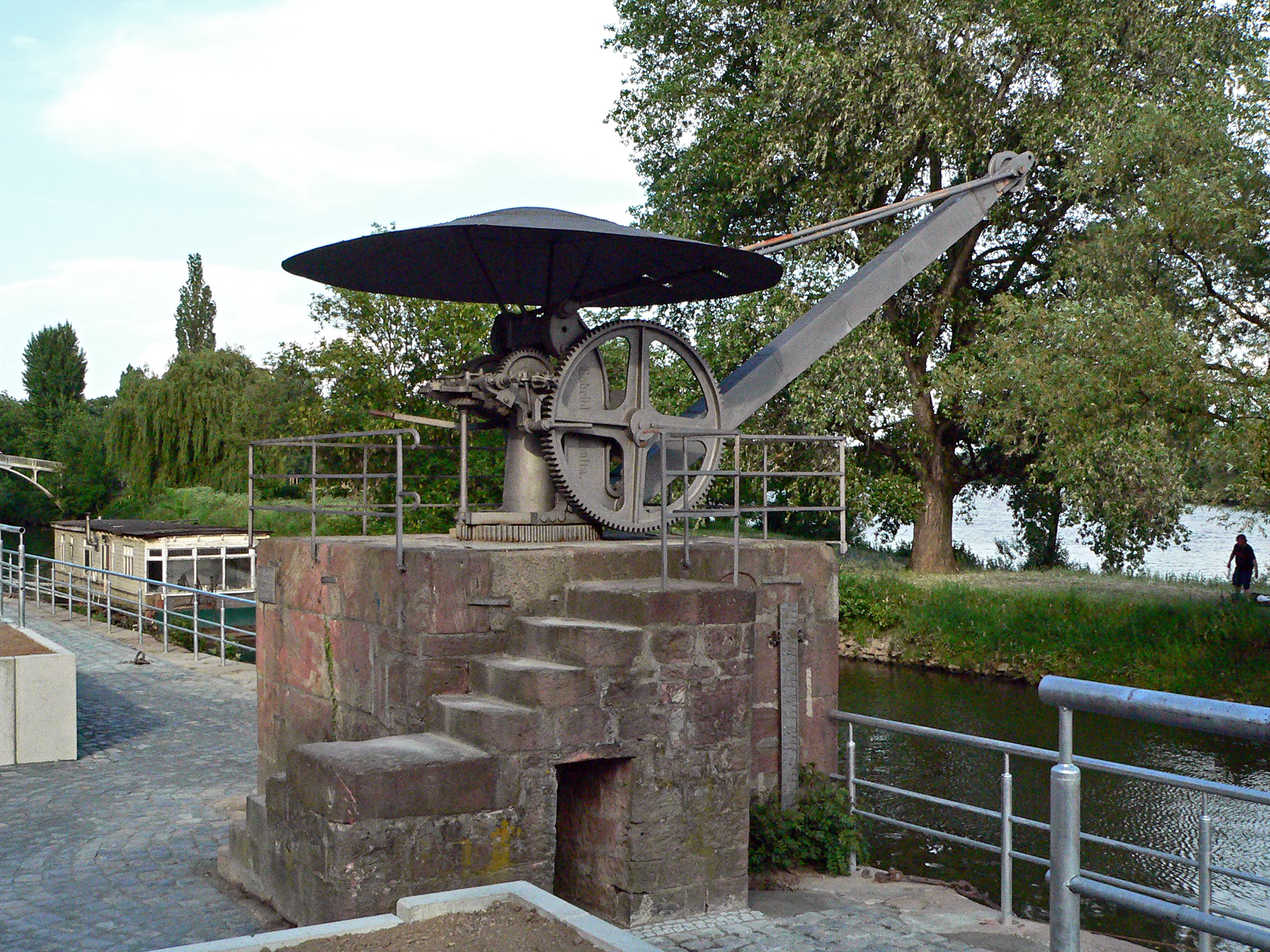
Historischer Ladekran an der Niddamündung, Ansicht 2006.

Der Historische Ladekran in Frankfurt-Höchst ist ein handbetriebener Hafenkran des früheren Höchster Hafens an der Mündung der Nidda. Das Fundament stammt aus dem 18., der Kran aus dem 19. Jahrhundert. Er steht unter Denkmalschutz und ist Bestandteil der Route der Industriekultur Rhein-Main Frankfurt am Main.

## Beschreibung und Geschichte
Als ab 1768 im damaligen Höchst am Main als Stadterweiterung die Neustadt gegründet wurde, verlegte die Stadt ihren Hafen von der Lände vor der Stadt wieder an die Niddamündung. Aus dieser Zeit stammt der Sandsteinsockel des Hafenkrans, an dem eine Informationstafel die Errichtung für 1770 angibt.
Der gusseiserne Dreh- und Schwenkkran selbst stammt aus dem ausgehenden 19. Jahrhundert. Seine Mechanik ist nicht verkleidet, nur von einem pilzförmigen, spitz zulaufenden Wetterdach geschützt. Sie konnte über ein Zahnradgetriebe von Hand bewegt werden. Wann der Kran seine Funktion verlor, ist unklar.
Er ist heute aus geschichtlichen Gründen als Kultur- und Industriedenkmal denkmalrechtlich nach dem Hessischen Denkmalschutzgesetz geschützt.